# Libro del judío
El Libro del judío, Libro judío o El judío, es como se le conoce a la famosa publicación denominada Medicina doméstica o descripción de los nombres y virtudes de las yerbas indígenas de Yucatán y las enfermedades a que se aplican, que incluye descripciones botánicas de la flora endémica de la península de Yucatán con utilidad para la salud de acuerdo al conocimiento milenario del pueblo maya.

## Descripción
Este libro fue impreso por primera vez en 1834 por José Martín Espinosa de los Montero en la ciudad de Mérida (Yucatán), en México.
Es parte de una serie de libros de bolsillo con información útil para cuando no se cuente con un doctor disponible; siendo este el segundo cuaderno de la serie.
La obra se basa en un compendio presuntamente escrito a mano desde 1709 y hasta 1773, año de su muerte, por el Dr. Giovanni Francesco Mayoli, conocido como el Judío, que firmaba con el seudónimo de Ricardo Ossado; sobre el uso que los mayas le daban a las plantas para curar sus enfermedades, en donde aporta sus propias experiencias como médico.
Otra opinión es que la compilación fue traducida del maya por Pío Pérez directamente de antiguos códices que trataban sobre el tema, y que incluían anotaciones de origen colonial en castellano, denominados Los libros del judío.
La realidad, según la casa editora con raíces en la original Imprenta de J. M. y Espinosa, es que la obra se materializó de manera urgente como respuesta a la epidemia de cólera que azolaba el Sureste de México en los años de 1833 y 34, para auxiliar a la población que carecía de servicios médicos pues no existía una cura; como nos deja ver el editor en el texto originalː
«Ha sido estremosa y muy perjudicial en la mortifera epidemia que nos acosa en el día, la diversidad de métodos curativos que se han adoptado, hasta venir á fijarse como en una panacea universal la administración oportuna de la mistura de Riverio, ó sal de agenjos con jugo de limón; pero este medicamento no cura radicalmente el mal..." "...hasta ahora no se ha publicado ninguno (remedio)ː los médicos no dan abasto á la multitud de enfermos, cuyos ausilios son ejecutivos, y con una publicación de esas observaciones, los que no somos médicos, podríamos socorrer oportunamente á nuestros hermanos dolientes y desamparados absolutamente de las garras de esta hidra venenosa».
Esta iniciativa fue impulsada por el Dr. Ignacio Vado Lugo, fundador de la Cátedra de Medicina en Yucatán quién se inclinaba por los métodos curativos naturales y diseñada ex profeso para ser distribuida en zonas vulnerables como reza la dedicatoriaː "Dedicado a los Pueblos que carecen de Facultativos."
Para el efecto el "copiador", como se autodenomina el Señor Espinosa de los Monteros, que para el caso era un científico educado en la plena ilustración española y colega del Dr. Vado por fundar él (Espinosa) las cátedras de Matemáticas en Yucatán y de Náutica en Campeche; hace las veces de curador y omite partes de estos manuscritos que considera podrían hacer más mal que bien, como se manifiesta de forma explícita en el textoː
«Advertimos por último, que hemos tenido a bien no copiar al pie de la letra toda la obra del Judío, por lo difuso de ella, y porque creemos que en mas de un siglo que ha se escribió debe tener mucho adulterio, y nos exponemos a causar más daño que provecho».
La naturaleza obscura del origen del Libro judío se debe a que la tradición cultural maya se perdió casi en su totalidad con el Auto de fe de Maní. Los conocimientos ancestrales entraron a la clandestinidad debido a la Santa Inquisición, obligados así a transmitirse de forma oral. Luego, este conocimiento se plasmó en manuscritos informales que se conservaron secretamente, pasando de mano en mano.
La imprenta llegó a la península de Yucatán junto con "la Pepa" (Constitución española de 1812) y ayudó a perpetuar lo que quedaba de estas tradiciones.
Se han encontrado otros manuscritos, facsímiles ahora de este mismo cuadernillo impreso por Espinosa, lo que confirma la arraigada costumbre de la copia a mano en la región.
El libro del judío ha sido reeditado en varias ocasiones, siendo importante referencia para investigadores y científicos en la actualidad.
Una de estas ediciones fue hecha por el botánico Emilio MacKinney Espinosa descendiente de José M. Espinosa de los Monteros.